# Groupe F du Championnat d'Europe de football 2020
Navigation
- A
- B
- C
- D
- E
- F

- Huitièmes
- Quarts
- Demies
- Finale

Le groupe F de l'Euro 2020, aura lieu du 15 au 23 juin 2021 à l'Allianz Arena de Munich et au Stade Ferenc-Puskás de Budapest. Le groupe est composé de l'Allemagne et de la Hongrie en tant que pays hôtes ainsi que la France et le Portugal.
Bien que le format du tournoi permette à trois équipes de passer éventuellement à la phase à élimination directe, le groupe a été qualifié de « groupe de la mort » avec l'Allemagne (vainqueur de la Coupe du monde 2014 et de la Coupe des confédérations 2017), la France (vainqueur de la Coupe du monde 2018 et finaliste de l'Euro 2016) et le Portugal (vainqueur de l'Euro 2016 et de la Ligue des nations 2018-2019).

## Description du groupe et participants
| Position au tirage au sort | Équipe    | Chapeau | Méthode de qualification                        | Date de qualification | Participations | Dernière participation | Meilleure performance passée         | Classement des éliminatoires de novembre 2019 | Classement FIFA de juin 2021 |
| -------------------------- | --------- | ------- | ----------------------------------------------- | --------------------- | -------------- | ---------------------- | ------------------------------------ | --------------------------------------------- | ---------------------------- |
| F4                         | Allemagne | 1       | Vainqueur du Groupe C                           | 16 novembre 2019      | 13ème          | 2016                   | Champion d'Europe (1972, 1980, 1996) | 4                                             | 12                           |
| F1                         | Hongrie   | 4       | Vainqueur de la Voie de la Ligue A des barrages | 12 novembre 2020      | 4ème           | 2016                   | Troisième place (1964)               | 31                                            | 37                           |
| F3                         | France    | 2       | Vainqueur du Groupe H                           | 14 novembre 2019      | 10ème          | 2016                   | Champion d'Europe (1984, 2000)       | 7                                             | 2                            |
| F2                         | Portugal  | 3       | Deuxième du Groupe B                            | 17 novembre 2019      | 8ème           | 2016                   | Champion d'Europe (2016)             | 13                                            | 5                            |

## Villes et stades
| [[Fichier:Europe laea location map with borders.svg\|175px\|{{#if:\|{{{alt}}}\|Groupe F du Championnat d'Europe de football 2020 est dans la page Europe.]]Munich Budapest | Munich            | Budapest            |
| --- | ----------------- | ------------------- |
| [[Fichier:Europe laea location map with borders.svg\|175px\|{{#if:\|{{{alt}}}\|Groupe F du Championnat d'Europe de football 2020 est dans la page Europe.]]Munich Budapest | Allianz Arena     | Stade Ferenc-Puskás |
| [[Fichier:Europe laea location map with borders.svg\|175px\|{{#if:\|{{{alt}}}\|Groupe F du Championnat d'Europe de football 2020 est dans la page Europe.]]Munich Budapest | Capacité : 67 598 | Capacité : 67 889   |
| [[Fichier:Europe laea location map with borders.svg\|175px\|{{#if:\|{{{alt}}}\|Groupe F du Championnat d'Europe de football 2020 est dans la page Europe.]]Munich Budapest | Allianz Arena     | Stade Ferenc-Puskás |

## Classement
| v · m | Équipe    | Pts | J | G | N | P | Bp | Bc | Diff |
| ----- | --------- | --- | - | - | - | - | -- | -- | ---- |
| 1     | France    | 5   | 3 | 1 | 2 | 0 | 4  | 3  | +1   |
| 2     | Allemagne | 4   | 3 | 1 | 1 | 1 | 6  | 5  | +1   |
| 3     | Portugal  | 4   | 3 | 1 | 1 | 1 | 7  | 6  | +1   |
| 4     | Hongrie   | 2   | 3 | 0 | 2 | 1 | 3  | 6  | -3   |

Source : UEFA
En cas d'égalité de points de plusieurs équipes à l'issue des matchs de groupe, les critères suivants sont appliqués dans l'ordre indiqué pour établir leur classement : Critères de départage en phase de groupes
En huitièmes de finale,
- Le vainqueur du Groupe F affrontera l'équipe classée troisième du Groupe A, B ou C.
- Le deuxième du Groupe F affrontera le premier du Groupe D.
- Le troisième du Groupe F (s'il fait partie des quatre meilleurs troisièmes) affronterait le vainqueur du Groupe B ou du Groupe C.

## Déroulement
Lors de la première journée, le Portugal terrasse tardivement la Hongrie sur un score de 3-0, acquis dans les dernières minutes, dans un	Stade Ferenc-Puskás à guichets fermés. Auteur d'un doublé, Cristiano Ronaldo devient en cinq participations le meilleur buteur de l'histoire de la compétition continentale (il en est à onze buts, dépassant ainsi le record de Michel Platini qui en comptait neuf marqués dans la seule édition 1984). Il devient aussi le joueur comptant le plus de participations l'Euro (5) et celui qui a disputé le plus de matches (23). Le deuxième match voit la France battre l'Allemagne sur le score de 1-0 grâce à un but contre son camp de Mats Hummels consécutif à une ouverture de Paul Pogba sur Lucas Hernandez dont le centre tendu devant le but de Manuel Neuer est malencontreusement repris par le défenseur central pressé par Kylian Mbappé. Les Bleus retrouvent dans ce match la force défensive qui les avait conduits au titre mondial en 2018, s'appuyant notamment sur leur milieu de terrain performant, Adrien Rabiot, N'Golo Kanté et Paul Pogba, élu homme du match. Le 19 juin, dans une Puskás Arena bouillante dans les deux sens du terme (public remplissant les gradins, forte chaleur), la France se retrouve menée au score par la Hongrie à la fin de la première mi-temps, sur un but d'Attila Fiola après une contre-attaque rapidement menée : le seul tir cadré des joueurs locaux. Très bien organisés, les Hongrois repoussent toutes les tentatives des champions du monde, et c'est finalement Antoine Griezmann qui ramène les deux équipes à égalité passée l'heure de jeu, pour un score final de 1-1. Les joueurs hongrois communient ensuite avec leur public en fêtant ce résultat comme s'il s'agissait d'une victoire. Dans l'autre rencontre de cette deuxième journée du Groupe F, l'Allemagne est d'abord menée au score sur le douzième but de Cristiano Ronaldo à l'Euro, puis atteint la pause avec l'avantage 2-1, à la suite de deux buts marqués contre leur camp de Rúben Dias et de Raphaël Guerreiro. Puis les Allemands au jeu collectif bien huilé prennent le large grâce à Kai Havertz et Robin Gosens, ce dernier, impliqué sur trois des quatre buts allemands étant élu « homme du match ». Diogo Jota réduit le score, le match s'achève à 4-2. Ce résultat laisse la France en tête de la poule avec quatre points, mais tout reste ouvert pour les troisièmes matches : chacune des quatre équipes a une chance de prendre une des deux ou trois places qualificatives. Toutefois, avec leur capital de points, les Bleus sont qualifiés pour les huitièmes de finale avant même de conclure cette phase contre le Portugal, au pire en tant que meilleurs troisièmes, compte tenu des résultats finaux des groupes A, B et C.
Durant les 90 minutes des deux matches disputés simultanément lors de la dernière journée, le classement évolue constamment. Tout d'abord un but d'Ádám Szalai permet à la Hongrie de passer à la 3e place et de se qualifier virtuellement avec le Portugal et la France, tout en éliminant les allemands. Ensuite, un pénalty transformé par Cristiano Ronaldo pour une faute de Hugo Lloris sur Danilo permet à l'équipe lusitanienne de prendre la tête du groupe au détriment de la France. Cependant, un doublé de Karim Benzema (un penalty en fin de première mi-temps, un tir croisé, lancé à la limite du hors-jeu par Paul Pogba au début du second acte) redonne l'avantage à la France, et relègue provisoirement le Portugal en 4e position, synonyme d'élimination. Le Portugal égalise moins de quinze minutes plus tard grâce à un deuxième penalty transformé par Cristiano Ronaldo (en raison d'une main de Jules Koundé), lequel dont le record est désormais de 14 buts à l'Euro, marque aussi pour la  109e fois en sélection, égalant le record d'Ali Daei. À la 68e minute, le gardien portugais Rui Patricio s'illustre par une double parade, repoussant du plat de la main, en se détendant, une frappe enroulée de Paul Pogba qui prend la direction de la lucarne, et se trouvant dans la foulée immédiate sur la trajectoire de la reprise d'Antoine Griezmann, et le match entre les champions du monde et les champions d'Europe en titre s'achève sur le score de 2-2 qui qualifie les deux équipes. En parallèle, l'Allemagne égalise à la 66e minute par le biais de Kai Havertz et se qualifie provisoirement au détriment de la Hongrie, mais les magyars reprennent l'avantage deux minutes plus tard sur un but de András Schäfer. Le dénouement intervient en fin de match, quand Leon Goretzka donne la qualification à l'Allemagne en égalisant à 2-2 à la 84e minute. La France termine première de la poule avec le mois bon total des six groupes (cinq points), l'Allemagne prend la deuxième place, le Portugal atteint les huitièmes de finale comme meilleur troisième et la Hongrie est éliminée.

## Matchs

### Hongrie - Portugal
| Match 11           | Hongrie | 0 - 3   | Portugal                                                           | Stade Ferenc-Puskás, Budapest                                                     |                                                                                   |
| 15 juin 2021 18h00 |         | (0 - 0) | 84e Guerreiro (Rafa ) · 87e (pen.) Ronaldo · 90+2e Ronaldo (Rafa ) | Spectateurs : 55 662 Arbitrage : Cüneyt Çakır Arbitre vidéo : Massimiliano Irrati | Spectateurs : 55 662 Arbitrage : Cüneyt Çakır Arbitre vidéo : Massimiliano Irrati |
| 15 juin 2021 18h00 | Rapport |         |                                                                    | Spectateurs : 55 662 Arbitrage : Cüneyt Çakır Arbitre vidéo : Massimiliano Irrati | Spectateurs : 55 662 Arbitrage : Cüneyt Çakır Arbitre vidéo : Massimiliano Irrati |

| Hongrie | Portugal |

| HONGRIE :       |    |                     |     |     |
|                 |    |                     |     |     |
| Gardien de but  | 1  | Péter Gulácsi       |     |     |
|                 | 4  | Attila Szalai       |     |     |
|                 | 6  | Willi Orban         | 86e |     |
|                 | 21 | Endre Botka         |     |     |
|                 | 8  | Ádám Nagy           |     | 88e |
|                 | 5  | Attila Fiola        |     | 88e |
|                 | 13 | András Schäfer      |     | 65e |
|                 | 15 | László Kleinheisler |     | 78e |
|                 | 14 | Gergő Lovrencsics   |     |     |
|                 | 20 | Roland Sallai       |     | 77e |
|                 | 9  | Ádám Szalai         |     |     |
| Remplaçants :   |    |                     |     |     |
|                 | 7  | Loïc Nego           | 80e | 65e |
|                 | 24 | Szabolcs Schön      |     | 77e |
|                 | 18 | Dávid Sigér         |     | 78e |
|                 | 19 | Kevin Varga         |     | 88e |
|                 | 17 | Roland Varga        |     | 88e |
| Sélectionneur : |    |                     |     |     |
| Marco Rossi     |    |                     |     |     |

| PORTUGAL :      |    |                   |     |     |
|                 |    |                   |     |     |
| Gardien de but  | 1  | Rui Patrício      |     |     |
|                 | 5  | Raphaël Guerreiro |     |     |
|                 | 3  | Pepe              |     |     |
|                 | 4  | Rúben Dias        | 38e |     |
|                 | 2  | Nélson Semedo     |     |     |
|                 | 11 | Bruno Fernandes   |     | 89e |
|                 | 14 | William Carvalho  |     | 81e |
|                 | 13 | Danilo Pereira    |     |     |
|                 | 10 | Bernardo Silva    |     | 71e |
|                 | 21 | Diogo Jota        |     | 81e |
|                 | 7  | Cristiano Ronaldo |     |     |
| Remplaçants :   |    |                   |     |     |
|                 | 15 | Rafa Silva        |     | 71e |
|                 | 16 | Renato Sanches    |     | 81e |
|                 | 9  | André Silva       |     | 81e |
|                 | 8  | João Moutinho     |     | 89e |
| Sélectionneur : |    |                   |     |     |
| Fernando Santos |    |                   |     |     |

| Assistants : Bahattin Duran Tarık Ongun Quatrième arbitre : Sandro Schärer Homme du match : Cristiano Ronaldo |

### France - Allemagne
| Match 12           | France            | 1 - 0   | Allemagne | Allianz Arena, Munich                                                                          |                                                                                                |
| 15 juin 2021 21h00 | Hummels 19e (csc) | (1 - 0) |           | Spectateurs : 13 000 Arbitrage : Carlos del Cerro Grande Arbitre vidéo : Juan Martínez Munuera | Spectateurs : 13 000 Arbitrage : Carlos del Cerro Grande Arbitre vidéo : Juan Martínez Munuera |
| 15 juin 2021 21h00 | Rapport           |         |           | Spectateurs : 13 000 Arbitrage : Carlos del Cerro Grande Arbitre vidéo : Juan Martínez Munuera | Spectateurs : 13 000 Arbitrage : Carlos del Cerro Grande Arbitre vidéo : Juan Martínez Munuera |

| France | Allemagne |

| FRANCE :         |    |                   |       |
|                  |    |                   |       |
| Gardien de but   | 1  | Hugo Lloris       |       |
|                  | 21 | Lucas Hernandez   |       |
|                  | 3  | Presnel Kimpembe  |       |
|                  | 4  | Raphaël Varane    |       |
|                  | 2  | Benjamin Pavard   |       |
|                  | 13 | N'Golo Kanté      |       |
|                  | 6  | Paul Pogba        |       |
|                  | 14 | Adrien Rabiot     | 90+4e |
|                  | 7  | Antoine Griezmann |       |
|                  | 10 | Kylian Mbappé     |       |
|                  | 19 | Karim Benzema     | 89e   |
| Remplaçants :    |    |                   |       |
|                  | 12 | Corentin Tolisso  | 89e   |
|                  | 11 | Ousmane Dembélé   | 90+4e |
| Sélectionneur :  |    |                   |       |
| Didier Deschamps |    |                   |       |

| ALLEMAGNE :     |    |                 |    |     |
|                 |    |                 |    |     |
| Gardien de but  | 1  | Manuel Neuer    |    |     |
|                 | 2  | Antonio Rüdiger |    |     |
|                 | 5  | Mats Hummels    |    |     |
|                 | 4  | Matthias Ginter |    | 88e |
|                 | 20 | Robin Gosens    |    | 88e |
|                 | 8  | Toni Kroos      |    |     |
|                 | 21 | İlkay Gündoğan  |    |     |
|                 | 6  | Joshua Kimmich  | 7e |     |
|                 | 25 | Thomas Müller   |    |     |
|                 | 7  | Kai Havertz     |    | 74e |
|                 | 10 | Serge Gnabry    |    | 74e |
| Remplaçants :   |    |                 |    |     |
|                 | 11 | Timo Werner     |    | 74e |
|                 | 19 | Leroy Sané      |    | 74e |
|                 | 9  | Kevin Volland   |    | 88e |
|                 | 23 | Emre Can        |    | 88e |
| Sélectionneur : |    |                 |    |     |
| Joachim Löw     |    |                 |    |     |

| Assistants : Juan Carlos Yuste Jiménez Roberto Alonso Fernández Quatrième arbitre : Srđan Jovanović Homme du match : Paul Pogba |

### Hongrie - France
| Match 22           | Hongrie               | 1 - 1   | France        | Stade Ferenc-Puskás, Budapest                                                  |                                                                                |
| 19 juin 2021 15h00 | ( Sallai) Fiola 45+2e | (1 - 0) | 66e Griezmann | Spectateurs : 55 998 Arbitrage : Michael Oliver Arbitre vidéo : Chris Kavanagh | Spectateurs : 55 998 Arbitrage : Michael Oliver Arbitre vidéo : Chris Kavanagh |
| 19 juin 2021 15h00 | Rapport               |         |               | Spectateurs : 55 998 Arbitrage : Michael Oliver Arbitre vidéo : Chris Kavanagh | Spectateurs : 55 998 Arbitrage : Michael Oliver Arbitre vidéo : Chris Kavanagh |

| Hongrie | France |

| HONGRIE :       |    |                     |     |     |
|                 |    |                     |     |     |
| Gardien de but  | 1  | Péter Gulácsi       |     |     |
|                 | 4  | Attila Szalai       |     |     |
|                 | 6  | Willi Orban         |     |     |
|                 | 21 | Endre Botka         | 52e |     |
|                 | 8  | Ádám Nagy           |     |     |
|                 | 5  | Attila Fiola        |     |     |
|                 | 13 | András Schäfer      |     | 75e |
|                 | 15 | László Kleinheisler |     | 84e |
|                 | 7  | Loïc Nego           |     |     |
|                 | 20 | Roland Sallai       |     |     |
|                 | 9  | Ádám Szalai         |     | 26e |
| Remplaçants :   |    |                     |     |     |
|                 | 23 | Nemanja Nikolić     |     | 26e |
|                 | 10 | Tamás Cseri         |     | 75e |
|                 | 14 | Gergő Lovrencsics   |     | 84e |
| Sélectionneur : |    |                     |     |     |
| Marco Rossi     |    |                     |     |     |

| FRANCE :         |    |                   |     |     |     |
|                  |    |                   |     |     |     |
| Gardien de but   | 1  | Hugo Lloris       |     |     |     |
|                  | 18 | Lucas Digne       |     |     |     |
|                  | 3  | Presnel Kimpembe  |     |     |     |
|                  | 4  | Raphaël Varane    |     |     |     |
|                  | 2  | Benjamin Pavard   | 10e |     |     |
|                  | 13 | N'Golo Kanté      |     |     |     |
|                  | 14 | Adrien Rabiot     |     |     | 57e |
|                  | 6  | Paul Pogba        |     |     | 76e |
|                  | 7  | Antoine Griezmann |     |     |     |
|                  | 10 | Kylian Mbappé     |     |     |     |
|                  | 19 | Karim Benzema     |     |     | 76e |
| Remplaçants :    |    |                   |     |     |     |
|                  | 11 | Ousmane Dembélé   |     | 57e | 87e |
|                  | 12 | Corentin Tolisso  |     | 76e |     |
|                  | 9  | Olivier Giroud    |     | 76e |     |
|                  | 8  | Thomas Lemar      |     | 87e |     |
| Sélectionneur :  |    |                   |     |     |     |
| Didier Deschamps |    |                   |     |     |     |

| Assistants : Stuart Burt Simon Bennett Quatrième arbitre : Bartosz Frankowski (en) Homme du match : László Kleinheisler |

### Portugal - Allemagne
| Match 23           | Portugal                                  | 2 - 4   | Allemagne                                                                            | Allianz Arena, Munich                                                          |                                                                                |
| 19 juin 2021 18h00 | ( Jota) Ronaldo 15e · ( Ronaldo) Jota 67e | (1 - 2) | 35e (csc) Dias · 39e (csc) Guerreiro · 51e Havertz (Gosens ) · 60e Gosens (Kimmich ) | Spectateurs : 12 926 Arbitrage : Anthony Taylor Arbitre vidéo : Stuart Attwell | Spectateurs : 12 926 Arbitrage : Anthony Taylor Arbitre vidéo : Stuart Attwell |
| 19 juin 2021 18h00 | Rapport                                   |         |                                                                                      | Spectateurs : 12 926 Arbitrage : Anthony Taylor Arbitre vidéo : Stuart Attwell | Spectateurs : 12 926 Arbitrage : Anthony Taylor Arbitre vidéo : Stuart Attwell |

| Portugal | Allemagne |

| PORTUGAL :      |    |                   |     |
|                 |    |                   |     |
| Gardien de but  | 1  | Rui Patrício      |     |
|                 | 5  | Raphaël Guerreiro |     |
|                 | 3  | Pepe              |     |
|                 | 4  | Rúben Dias        |     |
|                 | 2  | Nélson Semedo     |     |
|                 | 13 | Danilo Pereira    |     |
|                 | 14 | William Carvalho  | 58e |
|                 | 21 | Diogo Jota        | 83e |
|                 | 11 | Bruno Fernandes   | 64e |
|                 | 10 | Bernardo Silva    | 46e |
|                 | 7  | Cristiano Ronaldo |     |
| Remplaçants :   |    |                   |     |
|                 | 16 | Renato Sanches    | 46e |
|                 | 15 | Rafa Silva        | 58e |
|                 | 8  | João Moutinho     | 64e |
|                 | 9  | André Silva       | 83e |
| Sélectionneur : |    |                   |     |
| Fernando Santos |    |                   |     |

| ALLEMAGNE :     |    |                    |     |     |
|                 |    |                    |     |     |
| Gardien de but  | 1  | Manuel Neuer       |     |     |
|                 | 2  | Antonio Rüdiger    |     |     |
|                 | 5  | Mats Hummels       |     | 62e |
|                 | 4  | Matthias Ginter    | 77e |     |
|                 | 20 | Robin Gosens       |     | 62e |
|                 | 8  | Toni Kroos         |     |     |
|                 | 21 | İlkay Gündoğan     |     | 73e |
|                 | 6  | Joshua Kimmich     |     |     |
|                 | 25 | Thomas Müller      |     |     |
|                 | 7  | Kai Havertz        | 66e | 73e |
|                 | 10 | Serge Gnabry       |     | 87e |
| Remplaçants :   |    |                    |     |     |
|                 | 3  | Marcel Halstenberg |     | 62e |
|                 | 23 | Emre Can           |     | 62e |
|                 | 18 | Leon Goretzka      |     | 73e |
|                 | 15 | Niklas Süle        |     | 73e |
|                 | 19 | Leroy Sané         |     | 87e |
| Sélectionneur : |    |                    |     |     |
| Joachim Löw     |    |                    |     |     |

| Assistants : Gary Beswick Adam Nunn Quatrième arbitre : Srđan Jovanović (en) Homme du match : Robin Gosens |

### Portugal - France
| Match 35           | Portugal                                | 2 - 2   | France                                      | Stade Ferenc-Puskás, Budapest                                                                           | |
| 23 juin 2021 21h00 | Ronaldo 31e (pen.) · Ronaldo 60e (pen.) | (1 - 1) | 45+2e (pen.) Benzema · 47e Benzema (Pogba ) | Spectateurs : 54 886 Arbitrage : Antonio Mateu Lahoz Arbitre vidéo : Alejandro Hernández Hernández (en) | Spectateurs : 54 886 Arbitrage : Antonio Mateu Lahoz Arbitre vidéo : Alejandro Hernández Hernández (en) |
| 23 juin 2021 21h00 | Rapport                                 |         |                                             | Spectateurs : 54 886 Arbitrage : Antonio Mateu Lahoz Arbitre vidéo : Alejandro Hernández Hernández (en) | Spectateurs : 54 886 Arbitrage : Antonio Mateu Lahoz Arbitre vidéo : Alejandro Hernández Hernández (en) |

| Portugal | France |

| PORTUGAL :      |    |                   |     |
|                 |    |                   |     |
| Gardien de but  | 1  | Rui Patrício      |     |
|                 | 5  | Raphaël Guerreiro |     |
|                 | 3  | Pepe              |     |
|                 | 4  | Rúben Dias        |     |
|                 | 2  | Nélson Semedo     | 79e |
|                 | 16 | Renato Sanches    | 88e |
|                 | 13 | Danilo Pereira    | 46e |
|                 | 8  | João Moutinho     | 72e |
|                 | 21 | Diogo Jota        |     |
|                 | 7  | Cristiano Ronaldo |     |
|                 | 10 | Bernardo Silva    | 72e |
| Remplaçants :   |    |                   |     |
|                 | 26 | João Palhinha     | 46e |
|                 | 11 | Bruno Fernandes   | 72e |
|                 | 18 | Rúben Neves       | 72e |
|                 | 20 | Diogo Dalot       | 79e |
|                 | 24 | Sérgio Oliveira   | 88e |
| Sélectionneur : |    |                   |     |
| Fernando Santos |    |                   |     |

| FRANCE :         |    |                   |     |     |     |
|                  |    |                   |     |     |     |
| Gardien de but   | 1  | Hugo Lloris       | 27e |     |     |
|                  | 21 | Lucas Hernandez   | 36e | 46e |     |
|                  | 3  | Presnel Kimpembe  | 83e |     |     |
|                  | 4  | Raphaël Varane    |     |     |     |
|                  | 25 | Jules Koundé      |     |     |     |
|                  | 13 | N'Golo Kanté      |     |     |     |
|                  | 6  | Paul Pogba        |     |     |     |
|                  | 10 | Kylian Mbappé     |     |     |     |
|                  | 7  | Antoine Griezmann | 40e | 87e |     |
|                  | 12 | Corentin Tolisso  |     | 66e |     |
|                  | 19 | Karim Benzema     |     |     |     |
| Remplaçants :    |    |                   |     |     |     |
|                  | 18 | Lucas Digne       |     | 52e | 46e |
|                  | 14 | Adrien Rabiot     |     |     | 52e |
|                  | 20 | Kingsley Coman    |     |     | 66e |
|                  | 17 | Moussa Sissoko    |     |     | 87e |
| Sélectionneur :  |    |                   |     |     |     |
| Didier Deschamps |    |                   |     |     |     |

| Assistants : Pau Cebrián Devís Roberto Díaz Pérez del Palomar Quatrième arbitre : Ovidiu Hațegan Homme du match : Karim Benzema |

### Allemagne - Hongrie
| Match 36           | Allemagne                             | 2 - 2   | Hongrie                                              | Allianz Arena, Munich                                                               |                                                                                     |
| 23 juin 2021 21h00 | ( Hummels) Havertz 66e · Goretzka 84e | (0 - 1) | 11e Ad. Szalai (Sallai ) · 68e Schäfer (Ad. Szalai ) | Spectateurs : 12 413 Arbitrage : Sergei Karasev Arbitre vidéo : Massimiliano Irrati | Spectateurs : 12 413 Arbitrage : Sergei Karasev Arbitre vidéo : Massimiliano Irrati |
| 23 juin 2021 21h00 | Rapport                               |         |                                                      | Spectateurs : 12 413 Arbitrage : Sergei Karasev Arbitre vidéo : Massimiliano Irrati | Spectateurs : 12 413 Arbitrage : Sergei Karasev Arbitre vidéo : Massimiliano Irrati |

| Allemagne | Hongrie |

| ALLEMAGNE :     |    |                 |     |     |
|                 |    |                 |     |     |
| Gardien de but  | 1  | Manuel Neuer    |     |     |
|                 | 2  | Antonio Rüdiger |     |     |
|                 | 5  | Mats Hummels    |     |     |
|                 | 4  | Matthias Ginter |     | 82e |
|                 | 20 | Robin Gosens    |     | 82e |
|                 | 8  | Toni Kroos      |     |     |
|                 | 21 | İlkay Gündoğan  | 29e | 58e |
|                 | 6  | Joshua Kimmich  |     |     |
|                 | 19 | Leroy Sané      | 61e |     |
|                 | 7  | Kai Havertz     |     | 67e |
|                 | 10 | Serge Gnabry    |     | 67e |
| Remplaçants :   |    |                 |     |     |
|                 | 18 | Leon Goretzka   |     | 58e |
|                 | 11 | Timo Werner     |     | 67e |
|                 | 25 | Thomas Müller   |     | 68e |
|                 | 14 | Jamal Musiala   |     | 82e |
|                 | 9  | Kevin Volland   |     | 82e |
| Sélectionneur : |    |                 |     |     |
| Joachim Löw     |    |                 |     |     |

| HONGRIE :       |    |                     |     |     |
|                 |    |                     |     |     |
| Gardien de but  | 1  | Péter Gulácsi       |     |     |
|                 | 5  | Attila Fiola        | 66e | 88e |
|                 | 4  | Attila Szalai       |     |     |
|                 | 6  | Willi Orban         |     |     |
|                 | 21 | Endre Botka         | 28e |     |
|                 | 7  | Loïc Nego           |     |     |
|                 | 13 | András Schäfer      |     |     |
|                 | 8  | Ádám Nagy           |     |     |
|                 | 15 | László Kleinheisler |     | 88e |
|                 | 20 | Roland Sallai       |     | 75e |
|                 | 9  | Ádám Szalai         | 64e | 82e |
| Remplaçants :   |    |                     |     |     |
|                 | 24 | Szabolcs Schön      |     | 75e |
|                 | 19 | Kevin Varga         |     | 82e |
|                 | 23 | Nemanja Nikolić     |     | 88e |
|                 | 14 | Gergő Lovrencsics   |     | 88e |
| Sélectionneur : |    |                     |     |     |
| Marco Rossi     |    |                     |     |     |

| Assistants : Igor Demeshko Maksim Gavrilin Quatrième arbitre : Danny Makkelie Homme du match : Joshua Kimmich |

## Homme du match
| Match | Résultats | Résultats | Résultats | Homme du match      |
| ----- | --------- | --------- | --------- | ------------------- |
| 11    | Hongrie   | 0 - 3     | Portugal  | Cristiano Ronaldo   |
| 12    | France    | 1 - 0     | Allemagne | Paul Pogba          |
| 22    | Hongrie   | 1 - 1     | France    | László Kleinheisler |
| 23    | Portugal  | 2 - 4     | Allemagne | Robin Gosens        |
| 35    | Portugal  | 2 - 2     | France    | Karim Benzema       |
| 36    | Allemagne | 2 - 2     | Hongrie   | Joshua Kimmich      |

## Statistiques

### Classement des buteurs
5 buts      
- Cristiano Ronaldo

2 buts   
- Kai Havertz
- Karim Benzema

1 but  
- Leon Goretzka
- Robin Gosens
- Antoine Griezmann
- Attila Fiola
- András Schäfer
- Ádám Szalai
- Raphaël Guerreiro
- Diogo Jota

1 but contre son camp  
- Mats Hummels (face à la France)
- Rúben Dias (face à l'Allemagne)
- Raphaël Guerreiro (face à l'Allemagne)

### Classement des passeurs
2 passes 
- Roland Sallai
- Rafa Silva

1 passe 
- Mats Hummels
- Paul Pogba
- Ádám Szalai
- Diogo Jota
- Cristiano Ronaldo